# باباباغی
بابا باغی یکی از روستاهای استان آذربایجان شرقی است که در دهستان اسپران بخش مرکزی شهرستان تبریز واقع شده‌است.

## جمعیت
جمعیت این روستا بر پایهٔ نتایج سرشماری عمومی نفوس و مسکن سال ۱۳۸۵ خورشیدی، ۴۰۹ نفر بوده‌است.

## موقعیت جغرافیایی
باباباغی در میان دره‌ای از کوه‌های شمال غرب تبریز و در نزدیکی کوه بهلول و کوه‌پایه‌های حلّی بنا شده‌است. قریه باباباغی روزگاری محل تفریح و شکار ناصرالدین میرزا ولیعهد قاجار در تبریز بود.

## توسعه پزشکی
در حال حاضر این منطقه به عنوان مرکز درمان بیماران جذام مورد استفاده قرار گرفته و تنها مرکز تخصصی درمان بیماران جذامی در ایران است.

## مستندات
فیلم مستند خانه سیاه است، به کارگردانی فروغ فرخزاد در سال ۱۳۴۱ در این محل فیلمبرداری شده بود.

## پیشینه
نام باباباغی از اسم شخصی به نام «بابا» است (در زبان ترکی، «باباباغی» یعنی «باغ بابا») که در روزگار ولیعهدی ناصرالدین میرزا، باغبانِ باغی بود، بسیار آباد و مرتب. در همین مکانِ آسایشگاهِ امروزیِ جذامیان که وسایل رفاه و راحتی ولیعهد را که برای شکار به این کوهستان می‌آمد، فراهم کرده و پیوسته مورد تشویق ناصرالدین میرزا قرار می‌گرفت. تا این که ناصرالدین میرزا در تهران به تخت پادشاهی نشسته و در ازای خدمات باغبانش «بابا»، این باغ را به او بخشید. مدت‌ها شخصِ بابا این باغ را اداره می‌کرد، تا اینکه وفات یافته و باغ مزبور بی‌صاحب ماند تا در پایان مبارزات مشروطه و قیام مردم تبریز، ستارخان که از مبارزه و جنگ خسته شده بود، از والی و حاکم آذربایجان، مخبرالسلطنه هدایت درخواست کرد که باغ را به او واگذار نماید تا به کشاورزی و باغداری بپردازد؛ اما این درخواست مورد قبول واقع نشد؛ زیرا قرار بر این بود که ستارخان به هر قیمتی که باشد، از تبریز دور شده و به تهران برده شود. در مورد واگذاری باغ باباباغی به ستارخان در «تاریخ هیجده ساله آذربایجان»، نوشته احمد کسروی چنین آمده‌است:
«... این از آقای بلوری است که آن سالی که ستارخان از اردبیل بازگشت و من در تبریز نمایندهٔ انجمن ایالتی بودم، ستارخان باباباغی را از برای خود خواست و مرا میانجی ساخته و به انجمن چنین پیام داد: «من (ستارخان)، سگ این توده هستم و همیشه می‌خواهم پاسبان این توده باشم، شما باباباغی را به من واگذار کنید، بروم در آنجا به کشت و کار بپردازم و روز بگزارم و باز هر زمان نیاز افتاد بیایم و جانبازی کنم…» بلوری می‌گوید، من این پیام او را رسانیدم و کوشیدم که باغ را به او واگذارند؛ اما آقای هدایت (مخبرالسلطنه) خرسندی نداد.»

## آسایشگاه جذامیان
در سال ۱۳۰۰ خورشیدی که عبدالله‌خان امیرطهماسبی، حاکم ایالت آذربایجان و فرمانده لشکر شمال غرب ایران شد، باباباغی بلاتکلیف مانده بود و ماجرایی پیش آمد که مسئولان وقت، تصمیم گرفتند، این محیط سرسبز، ولی دور افتاده را به آسایشگاه جذامیان اختصاص دهند؛ لذا باباباغی به اداره صحیّه (بهداری) تبریز واگذار شد، تا تمام بیماران جذامی را در این باغ اسکان دهند و دهکده‌ای بسازند و از آن‌ها مراقبت و مواظبت نمایند و آن ماجرا چنین است که سابقاً تعدادی از بیماران جذامی در روستایی در ارتفاعات غربی روستای ونیار به نام «سوودلوق» زندگی می‌کردند که راه قدیم تبریز به اهر از گردنه پایان از نزدیکی آن می‌گذشت. در این میان روستاییان جذامی از روستای خود پایین آمده، دست به راهزنی می‌زدند و مردم هم از ترس بیماران راهزن پا به فرار می‌گذاشتند و هر چه داشتند به دست آن‌ها می‌افتاد و این اوضاع تا اواخر دوره قاجار ادامه داشت، تا سرانجام پس از اختصاص باباباغی به آسایشگاه بیماران جذامی، مسئولان وقت و مأموران اداره بهداری، تمام بیماران را جمع‌آوری کرده، در محوطه باباباغی اسکان دادند. امروزه بقایای روستای مزبور در حول و حوش بلندی‌های سوودلوق به چشم می‌خورد.
آسایشگاه «باباباغی» که به مساحت ۷۵ هکتار در ۱۵ کیلومتری شمال غربی تبریز واقع شده‌است در سال ۱۳۱۰ شمسی به اسکان بیماران جذامی شمال، غرب و شمالغرب کشور اختصاص یافت؛ اما به‌دلیل کمبود امکانات، شرایط برای اسکان و درمان بیماران جذامی مهیا نبود. ۲ سال بعد در سال ۱۳۱۲ بلدیه تبریز شهرک باباباغی را به مبلغ ۶۰۰ تومان خریداری کرد و پس از انجام برخی تغییرات و مهیا کردن شرایط اولیه، این مکان را به وزارت بهداشت آن زمان واگذار کرد. بیماران جذامی را که تا آن تاریخ در آرپادره‌سی ساکن و وضع اسف باری داشته‌اند با احداث چهل اتاق کاهگلی توسط دولت مرکزی به باباباغی انتقال و درآنجا اسکان داده شدند. در سال‌های دههٔ ۴۰ خورشیدی، هنگام سفر فرح پهلوی به تبریز، پس از بازدید از این آسایشگاه دستور داد، پلی بر روی رودخانه کومورچایی احداث نموده، آسایشگاه جدیدی را برای بیماران در محل باباباغی بنا کنند.
آسایشگاه بابا باغی تبریز که در سال‌های ابتدایی تأسیس آن به دلیل حصارهای سه متری اطراف آن بیشتر به یک اردوگاه شباهت داشت، فعالیت خود را با پذیرش ۷۵ بیمار جذامی آغاز کرد. این مرکز در فاصله کمتر از دو سال، ۶۰۰ نفر از جذامیان مناطق مازندران، گیلان، کردستان و آذربایجان را در خود جای داده بود. در سال‌های اولیه فعالیت بابا باغی، کمبود پزشک و داروی جذام مشکلات بسیاری را برای بیماران آن به وجود آورده بود اما با فعالیت‌های صورت گرفته، این مرکز در کانون توجهات بین‌المللی از جمله سازمان بهداشت جهانی قرار گرفت. از سال‌های دهه ۴۰ آسایشگاه باباباغی محل فعالیت پزشکان بین‌المللی از کشورهایی چون فرانسه و لبنان شد. همچنین در این دوران، پزشکان ایرانی برای آموزش درمان بیماری جذام از سوی سازمان بهداشت جهانی به کشورهای اروپایی و آفریقایی اعزام شدند و پزشکانی چون دکتر مبین، دکتر دهقان، دکتر فرزام، دکتر داوید و دکتر جان استامفورد فعالیت‌های گسترده‌ای در این مجموعه انجام داده‌اند. نخستین پزشک داوطلب خدمت در این مرکز، یک طبیب اروپایی بوده‌است. دکتر «آلفونس داوید» که در این شهرک دورافتاده ساکن شد، به فاصله چند سال الهام‌بخش پزشکان ایرانی شد؛ به‌طوری‌که طبق گفته خود دکتر مبین، آشنایی با دکتر داوید او را به سوی فعالیت در این مرکز تشویق کرد. با انتصاب دکتر مبین به ریاست آسایشگاه در دهه ۴۰ حصار سه متری دور آن از میان برداشته شد. با افزایش حساسیت‌ها و بیشتر شدن توجه دولت به بیماری جذام، آسایشگاه «بابا باغی» ایران در ردیف کشورهای کمک گیرنده از سازمان بهداشت جهانی قرار گرفت و در سال ۱۳۴۲ نخستین محموله داروی ضد جذام برای درمان ۶۰۰ بیمار ساکن باباباغی، وارد این مرکز شد.
با گذشت زمان و با مطرح شدن وضع بیماران جذامی در جامعه، تحت فشار افکار عمومی دولت وقت مجبور شد، به وضع بیماران جذامی بیشتر رسیدگی کند تا اینکه در سال ۱۳۴۲ سازمان حمایت از جذامیان تشکیل می‌شود و تولیت و مدیریت جذامیان را به عهده می‌گیرد و امکانات تا حدود قابل توجهی به جذامیان در نظر گرفته می‌شود. از جمله تعدادی ساختمان خدماتی و درمانی در باباباغی ساخته می‌شود. بعد از انقلاب هم باباباغی گسترش می‌یابد؛ از جمله در نظر گرفتن جیره غذائی، احداث ساختمان‌های رفاهی از جمله حمام بیست نمره‌ای زنانه و مردانه تکمیل سالن اجتماعات، احداث کتابخانه عمومی، اجرای پروژه انتقال آب مشروب از شهر به باباباغی، انتقال گاز شهری به باباباغی، احداث مرکز مخابرات، آسفالت جاده باباباغی، پروژه روشنائی محوطه، استخدام رسمی و بکارگیری ۵۰ نفر از فرزندان سالم بیماران در همین مجموعه را می‌توان نام برد. بعد از اینکه بیماران برای درمان طولانی مدت به مرکز می‌آمدند خانه‌های سازمانی برای اسکان آن‌ها و خانواده‌هایشان ساخته شد. تعداد کارکنان رسمی و مشاغل خدمات عمومی این مرکز ۸۷ نفر است که شامل کارکنان اداری و خدماتی و درمانی و بهداشتی می‌باشند. این مرکز دارای ۱۰۰ هکتار عرصه با زیربنای ۳۰ هزار متر مربع می‌باشد. این مرکز به دو صورت آسایشگاهی و بستری اداره می‌گردد. ۸۰ درصد بیماران در قسمت آسایشگاهی با خانواده شان سکونت دارند. تعداد کل افراد موجود در این مرکز بالغ بر ۴۷۲ نفر می‌باشد، که ۲۴۳ نفر از ایشان را بیماران و فرزندان تشکیل می‌دهند؛ تعداد مرد ۹۱ نفر، تعداد زن ۱۰۴ و کودک ۴۸ نفر می‌باشد. هم‌اکنون حدود ۱۲۰ خانواده به همراه کودکان سالم خود در کنار ۸۰ نفر پرسنل اداری در آسایشگاه بابا باغی ساکن و به کارهایی مانند کشاورزی، دامداری و دیگر فعالیت‌های خدماتی مشغول هستند. به نظر می‌رسد، ادامه سکونت خانواده‌های بیماران جذامی در آسایشگاه باباباغی تبدیل به یک عادت شده و بیشتر جنبه روحی و روانی دارد؛ وگرنه از نظر پزشکی، بیشتر این افراد همانند سایر بیماران عادی، شرایط بازگشت به جامعه را دارند. امروزه بیماران مبتلا به جذام در این مرکز بعد از ۴۵ روز قرنطینه و درمان دارویی، این بیماری در آن‌ها کنترل می‌شود.